# Liquid Swords
Liquid Swords — другий сольний студійний альбом американського репера та члена Wu-Tang Clan GZA, випущений 7 листопада 1995 року лейблом Geffen Records. Запис альбому розпочався в середині 1995 року в підвальній студії продюсера RZA у районі Нью-Йорка Стейтен-Айленд. Альбом значною мірою містить діалоги з фільму про бойові мистецтва Shogun Assassin і підтримує похмуру атмосферу, включаючи ліричні згадки про шахи, злочин і філософію. У Liquid Swords є численні гостьові виступи інших восьми членів клану Wu-Tang разом із колегою Wu-Tang Killah Priest.
Після випуску Liquid Swords посів дев’яте місце в чарті Billboard 200 і друге місце в чарті найкращих R&B/Hip-Hop альбомів. Асоціація звукозаписної індустрії Америки (RIAA) сертифікувала альбом платиновим у продажах майже через 20 років після його випуску. Liquid Swords отримав визнання критиків за складний ліризм і гіпнотичний музичний стиль. З роками його визнання зросло, і багато відомих видавців проголосили його одним із найкращих хіп-хоп альбомів усіх часів. У 2007 році газета Chicago Tribune назвала його «однією з найзначніших ліричних подорожей в історії хіп-хопу».
Liquid Swords продовжує високо цінуватися як один із найкращих релізів у каталозі Wu-Tang Clan і серед найкращих хіп-хоп альбомів усіх часів. У 1998 році журнал The Source включив альбом до списку 100 найкращих реп-альбомів, а у 2006 році Liquid Swords увійшов до книги Роберта Дмієрі «1001 альбом, який ви повинні почути перед смертю».

## Передісторія та запис
Після успіху двох попередніх сольних альбомів Wu-Tang Clan — Tical від Method Man і Return to the 36 Chambers: The Dirty Version від Ol' Dirty Bastard, учасник Wu-Tang Raekwon почав запис свого дебюту Only Built 4 Cuban Linx... на початку 1995 року. Поки він і продюсер RZA наносили останні штрихи на цей альбом, RZA і GZA почали писати та записувати те, що згодом стане Liquid Swords. Стосовно свого рішення розпочати альбом у той час, GZA пізніше прокоментував: «Ми (Wu-Tang) були на ходу, і це був ідеальний час, щоб прийти в студію і просто зробити це».
Подібно до інших ранніх сольних альбомів Wu-Tang, Liquid Swords був записаний у підвальній студії RZA на Стейтен-Айленді, де деякі біти звучали більше двох днів поспіль під час запису. Коли в одному з пізніших інтерв’ю його запитали про його думку про біти альбому, GZA зазначив: «Я їх любив. Багато з них відчували бруд, схожий на камінь. Я просто пам’ятаю, як дуже любив їх». У тому ж інтерв’ю GZA описав процес написання як «справді повільний». Далі він прокоментував: «Я не кажу повільно в тому сенсі, що мені обов’язково знадобилося багато часу, щоб закінчити те, що я пишу. Я маю на увазі, що Raekwon і Ghostface можуть втрутитися і записати пісню приблизно за сорок п'ять хвилин. З іншого боку, я часто повертався назад і закінчував рими, які почав. Я б сказав, що тоді я збирав все до купи повільніше. Зазвичай на написання пісень у мене йде два-три дні. Іноді я беру різні речення і складаю їх разом».

## Критика
Після випуску Liquid Swords отримав схвалення критиків. Селвін Сейфу Хайндс із The Source назвав GZA «високо зосередженим майстром трансплантації» та відчув, що «в Liquid Swords він підтримує чіткий, точний флоу, який відображає смертоносну мету та вправне виконання». Хайндс також високо оцінив продакшн від RZA на альбомі, відзначивши його «все більш витончений стиль: перетасування ударів ногами, клацання грифом, захоплюючі мелодії через струни або текстури, схожі на вібрацію, і проникливі басові тони». У своєму огляді для Entertainment Weekly Дімітрі Ерліх сказав, що «своїм щільним ритмом Liquid Swords підкреслює витонченість, з якою GZA переплітає свій вокал із простими ритмами». Критик Los Angeles Times Чео Х. Кокер описав GZA як «M. К. Ешер у світі хіп-хопу», чиї тексти «розкривають шар за шаром думки під час багаторазового прослуховування», дійшовши висновку, що альбом цементує Wu-Tang Clan як «королів репу Нью-Йорка». 
NME назвав Liquid Swords «найкращим хіп-хоп альбомом» за останні роки, посилаючись на «страшний, скрипучий, неймовірно щільний» продакшн RZA та складну та «досить блискучу» лірику GZA. Журнал Mojo охарактеризував альбом як «страшно красивий» і «хіп-хоп зі східного узбережжя з набагато більш викривленим і тривожним ухилом у міській хворобі, ніж каліфорнійський аналог. У Select, Метт Холл написав, що RZA «забезпечує серію суворих ритмів, рідкісних ударів скрипки та щипкових арф, щоб забезпечити ідеальний фон для тихих розповідей Genius про злі вулиці Нью-Йорка… Liquid Swords кваліфікувався як «Реп-альбом року». Том Дойл із Q писав, що GZA може здатися «можливо, невиправдано хардкорним у деяких своїх підходах... [але] коли його римування підсилюється зміщеним соул-хором «Cold World», результат стає драматичним і гіпнотичним». 
Роберт Крістгау був з дещо меншим ентузіазмом, відзначивши альбом двома зірками, що вказує на «приємне зусилля, яке може сподобатися споживачам, які налаштовані на його головне естетичне чи індивідуальне бачення». У своїй колонці для The Village Voice Крістґау згадав «Shadowboxin'» і «Killah Hills 10304» як основні моменти та назвав платівку «гангста [реп] таємницею, релігійною та літературною».

## Комерційний успіх
Альбом дебютував на дев’ятому місці в чарті Billboard 200 і на другому місці в чарті Top R&B/Hip-Hop Albums. 17 січня 1996 року альбом став золотим. 8 жовтня 2015 року Асоціація звукозаписної індустрії Америки оголосила, що Liquid Swords отримав платиновий сертифікат за продаж понад 1 млн копій. Це став перший альбом, пов’язаний з Wu-Tang, який отримав сертифікат з 2004 року, коли Method Man і Ghostface Killah отримали свої нагороди.

## Список композицій
- Усі пісні спродювовані RZA, крім треку №13, який спродюсував 4th Disciple.

| #     | Назва                                                                               | Тривалість |
| ----- | ----------------------------------------------------------------------------------- | ---------- |
| 1.    | «Liquid Swords»                                                                     | 4:31       |
| 2.    | «Duel of the Iron Mic» (за участю Ol' Dirty Bastard, Masta Killa та Inspectah Deck) | 4:06       |
| 3.    | «Living in the World Today»                                                         | 4:23       |
| 4.    | «Gold»                                                                              | 3:57       |
| 5.    | «Cold World» (за участю Inspectah Deck та Life)                                     | 5:31       |
| 6.    | «Labels»                                                                            | 2:54       |
| 7.    | «4th Chamber» (за участю Ghostface Killah, Killah Priest та RZA)                    | 4:37       |
| 8.    | «Shadowboxin'» (за участю Method Man)                                               | 3:30       |
| 9.    | «Hell's Wind Staff / Killah Hills 10304»                                            | 5:09       |
| 10.   | «Investigative Reports» (за участю U-God, Raekwon та Ghostface Killah)              | 3:50       |
| 11.   | «Swordsman»                                                                         | 3:21       |
| 12.   | «I Gotcha Back»                                                                     | 5:01       |
| 50:49 |                                                                                     |            |

| Бонус-трек (тільки на CD) | Бонус-трек (тільки на CD)                                                          | Бонус-трек (тільки на CD) |
| #                         | Назва                                                                              | Тривалість                |
| ------------------------- | ---------------------------------------------------------------------------------- | ------------------------- |
| 13.                       | «B.I.B.L.E. (Basic Instructions Before Leaving Earth)» (у виконанні Killah Priest) | 4:33                      |
| 55:24                     |                                                                                    |                           |

| 2012 бонус-диск: The Full-Length Instrumentals | 2012 бонус-диск: The Full-Length Instrumentals | 2012 бонус-диск: The Full-Length Instrumentals |
| #                                              | Назва                                          | Тривалість                                     |
| ---------------------------------------------- | ---------------------------------------------- | ---------------------------------------------- |
| 1.                                             | «Liquid Swords»                                | 3:29                                           |
| 2.                                             | «Duel of the Iron Mic»                         | 3:45                                           |
| 3.                                             | «Living in the World Today»                    | 4:24                                           |
| 4.                                             | «Gold»                                         | 4:17                                           |
| 5.                                             | «Cold World»                                   | 5:21                                           |
| 6.                                             | «Labels»                                       | 3:08                                           |
| 7.                                             | «4th Chamber»                                  | 4:17                                           |
| 8.                                             | «Shadowboxin'»                                 | 3:30                                           |
| 9.                                             | «Killah Hills 10304»                           | 4:24                                           |
| 10.                                            | «Investigative Reports»                        | 4:10                                           |
| 11.                                            | «I Gotcha Back»                                | 4:08                                           |
| 44:48                                          |                                                |                                                |

## Чарти
| Чарт (1995)                           | Найвища позиція |
| ------------------------------------- | --------------- |
| US Billboard 200                      | 9               |
| US Top R&B/Hip-Hop Albums (Billboard) | 2               |

| Чарт (1996)                           | Позиція |
| ------------------------------------- | ------- |
| US Billboard 200                      | 183     |
| US Top R&B/Hip-Hop Albums (Billboard) | 47      |

## Сертифікації
| Регіон                                             | Сертифікація | Продажі    |
| -------------------------------------------------- | ------------ | ---------- |
| США (RIAA)                                         | Платиновий   | 1 000 000^ |
| ^відвантаження, що базуються лише на сертифікаціях |              |            |

## Рейтинги
- Інформація щодо нагород взята з acclaimedmusic.net[29], за винятком списків із додатковими джерелами.
- (*) позначає невпорядковані списки

| Видання            | Країна          | Нагорода                                         | Рік  | Позиція |
| ------------------ | --------------- | ------------------------------------------------ | ---- | ------- |
| About.com          | США             | 100 найкращих хіп-хоп альбомів                   | 2008 | 62      |
| About.com          | США             | Найкращі реп-альбоми 1995 року                   | 2008 | 3       |
| Ego Trip           | США             | 25 найкращих альбомів хіп-хопу за роками 1980–98 | 1999 | 3       |
| Face               | Велика Британія | Альбоми року                                     | 1995 | 16      |
| Guardian           | Велика Британія | 1000 альбомів, які варто почути перед смертю     | 2007 | *       |
| Hervé Bourhis      | Франція         | 555 записів                                      | 2007 | *       |
| Hip-Hop Connection | Велика Британія | 100 найкращих реп-альбомів 1995–2005             | 2005 | 7       |
| HUMO               | Бельгія         | Альбоми року                                     | 1995 | 13      |
| Melody Maker       | Велика Британія | Альбоми року                                     | 1995 | 42      |
| NME                | Велика Британія | Альбоми року                                     | 1995 | 30      |
| OOR                | Нідерланди      | Альбоми року                                     | 1995 | 24      |
| Pitchfork          | США             | Топ-100 улюблених записів 1990-х років           | 2003 | 87      |
| Q                  | Велика Британія | Альбоми року                                     | 1995 | *       |
| Роберт Дімері      | США             | 1001 альбом, який ви повинні почути перед смертю | 2005 | *       |
| Rolling Stone      | США             | 25 найкращих хіп-хоп альбомів (від Кріса Рока )  | 2006 | 13      |
| Rolling Stone      | США             | 500 найкращих альбомів усіх часів                | 2020 | 347     |
| Select             | Велика Британія | 100 найкращих альбомів 90-х                      | 2006 | 42      |
| Select             | Велика Британія | Альбоми року                                     | 1995 | 36      |
| The Source         | США             | 100 найкращих реп-альбомів усіх часів            | 1998 | *       |
| Stylus Magazine    | США             | 101–200 найкращих альбомів усіх часів            | 2004 | 137     |